# おしおきピンキームーン
おしおきピンキームーン（おしおきピンキームーン）は、2007年12月15日に公開された日本映画。

## 概要
吉本興業の映画製作プロジェクトであるYOSHIMOTO DIRECTOR'S 100の1作品。バンパイアを扱ったホラー作品。

## ストーリー
ヒーローおたくの青年「田野倉信一」（なかやまきんに君）はアパートのかわいい隣人（浜田翔子）にあこがれていた。やがて、二人は親しい関係になるが、隣人には恐ろしい秘密があった。

## キャスト
- なかやまきんに君
- だいたひかる
- 浜田翔子
- 阿部智則
- 網本賢治
- 乾智

## スタッフ
- プロデューサー : 湯浅光世、相原英雄、長澤克明
- 監督 : BQ寧
- 脚本 : 浅田直亮
- 撮影 : 長田勇一
- 照明 : 水森芳伸
- 録音 : 杉田信
- 美術 : 小田川哲也
- 助監督 : 大内隆弘、氏家とわ子、飯島将史、岩崎光助
- 制作担当 : 富田政男
- 制作進行 : 伊藤大輔
- 衣装 : 長谷川雅子
- メイク : 望月志穂美
- 特殊メイク : 香西伸介、下島美沙、藤原敬典
- VFXスーパーバイザー : 大屋哲男
- VFXデザイナー : 諸星勲
- スタントコーディネーター : 瀬木一将
- 制作協力 : Fanango！、Rand C、プラネットエンターテイメント
- 製作 : 吉本興業